# 崔篆
崔篆（？—？），約王莽年間在世。涿郡安平人。

## 生平
四郡太守崔舒之子。生卒年不詳。王莽時，為郡文學，“以明经征诣公车”，太保甄丰薦為步兵校尉，被他拒絕。後因王莽对其母“宠以殊礼”，為建新大尹。當時王莽改制，以严刑峻法治國，爪牙遍及各地。一日見牢獄裡人滿為患，崔篆垂涕說：“嗟乎，刑法酷烈，乃至於斯！此皆何罪！”遂釋放二千多名無辜犯人，此舉讓僚屬們十分擔憂，認為他將來恐怕要后悔，崔篆說：“吾无悔，纵杀吾而赎二千人，何悔之有？”遂稱疾求去。漢光武帝建武初年，州府推舉崔篆為贤良，崔篆因曾受王莽恩惠，辞归不仕。晚年客居滎陽，閉門潛思。临终前撰《慰志赋》，自嘆生不逢時。著有《周易林》六十四篇。《隋书·经籍志》著录《崔篆集》一卷，今不存。有子崔毅，孫崔駰。